# Елія Коррейя
Е́лія Корре́йя (порт. Hélia Correia; нар. лютий 1949) — португальська романістка, драматургиня, поетеса та перекладачка. Лавреатка Премії Камоенса (2015). 

## З життєпису
Народилась у Лісабоні в лютому 1949 року, і виросла в рідному місті її матері Мафрі. Її батько був антифашистом, якого поплічники салазарівців заарештували ще до її народження
В Лісабонському університеті вона вивчала романську філологію У цей час вона почала публікувати вірші в тогочасних літературних додатках, таких як Juvenil do Diário de Lisboa під егідою Маріо Каштрим (Mário Castrim). 
Після періоду роботи викладачем середньої школи Елія Коррейя вступила в аспірантуру, досліджуючи класичний театр.

## Літературна творчість
Серйозна літературна кар'єра Елії Корейї розпочалась в 1981 році з опублікування дебютного твору під назвою O Separar das Águas. Вона досить швидко здобула значний комерційний успіх та визнання з боку критиків, причому останні похвалили її за новизну письма, яка, втім, не втрачала зв'язок з найкращими літературними традиціями. Вони угледіли в творчості Корейї впливи Каміло Кастело Бранко та Емілі Бронте, а також ремінісценції з давньогрецькою драматургією. 
Декілька її романів, включаючи O Número dos Vivos (1982) і Montedemo (1983), можна вважати творами магічного реалізму. Сама Коррейя не спростовувала це твердження, висловившись, що не варто ігнорувати важливості латиноамериканського магічного реалізму
Деякі критики також відзначають, що на її більш ранні твори вплинула французька феміністська думка. Марія Тереза Орта описала твори Коррейї як "вісцеральні" та "первісні". 
Починаючи з 1990-х вона почала писати театральні твори. Авторка інтерпретувала давньогрецькі міфи з точки зору жіночих героїнь, таких як Антігона в Perdição, Exercício sobre Antígona, Єлена Троянська в O Rancor, Exercício sobre Helena. 
У 2001 році з'явилася її найпопулярніша книга Lillias Fraser, події якої розгортаються між 1746 і 1762 роками на території Шотландії та Португалії, охоплюючи землетрус у Лісабоні. Книга здобула премію Португальського PEN-клуба. 

## Нагороди та відзнаки
- 2001 Премія Португальського PEN-клубу - за Lillias Fraser[9]
- 2006 Премія Máxima de Literatura - за Bastardia[9]
- 2010 Премія Фонду Інес де Каштру (Fundação Inês de Castro) - за Adoecer [10]
- 2012 Премія Casino da Póvoa - за поетичну збірку A Terceira Miséria[9]
- 2013 Премія Вержиліо Феррейри - за внесок до літератури, присуджена Університетом Евори[9]
- 2013 Літературна премія Correntes d'Escritas - за A Terceira Miséria, данину Греції[10]
- 2015 Гран-прі Camilo Castelo Branco - за 20 Degraus e Outros Contos
- 2015 Премія Камоенса[5].